# Dimczo Debelanow
Dimczo Debelanow, bułg. Димчо Дебелянов (ur. 28 marca 1887 w Kopriwszticy, zm. 2 października 1916 w pobliżu miasta Sidirokastro, obecnie należącego do Grecji) – bułgarski poeta, satyryk i tłumacz.
Urodził się jako szóste dziecko w rodzinie Debelanowów. Po śmierci ojca w 1986 roku wraz z matką i rodzeństwem przeniósł się do Płowdiwu, gdzie zamieszkiwał jego najstarszy brat Iwan. W Płowdiwie uczył się w Gimnazjum im. św. św. Cyryla i Metodego, a następnie w Płowdiwskim Gimnazjum Męskim. W tej ostatniej szkole napisał swoje pierwsze wiersze, które jednak później spalił.
W 1904 roku rodzina Debelanowów przeniosła się do Sofii. Tam, w wieku 19 lat, Dimczo Debeljanow opublikował swoje pierwsze wiersze w czasopiśmie Съвременност ("Współczesność"). W tym okresie swojej twórczości wzorował się na wybitnych poetach bułgarskich Penczo Sławejkowie i, nieco później, Pejo Jaworowie. Jeszcze przed końcem pierwszej dekady XX wieku Debeljanow był już znanym i cenionym poetą.
Od roku 1907 pisał głównie teksty satyryczne, które publikował pod różnymi pseudonimami w kilku bułgarskich czasopismach. Jesienią tego samego roku zapisał się na Wydział Prawa Uniwersytetu Sofijskiego im. św. Klemensa z Ochrydy. Rok później przeniósł się na Wydział Historyczno-Filologiczny, lecz studiował tylko dwa lata.
W 1910 roku wraz z Dimityrem Podwyrzaczowem opracował pierwszą antologię poezji bułgarskiej. W tym czasie pracował także jako tłumacz.
W końcu października 1912 roku, w związku z wybuchem I wojny bałkańskiej, Debeljanow został zmobilizowany do 22. trackiego pułku piechoty w Samokowie. Dwa lata później awansował do stopnia podporucznika. Od 29 stycznia 1916 roku uczestniczył jako ochotnik w I wojnie światowej w walkach na froncie macedońskim. W tym czasie napisał niewielki cykl wierszy, które wysyłał prosto z frontu w listach do przyjaciół. Wiersze te uważa się dziś w Bułgarii za najlepsze utwory poetyckie powstałe w okresie wojny. Stanowiły one nie tylko zwrot w twórczości Debeljanowa, ale i początek nowego nurtu w poezji bułgarskiej.
Debeljanow zginął 2 października 1916 roku, będąc w tym czasie dowódcą kompanii. Pochowany został w Sidirokastro, a w 1931 roku jego szczątki przeniesiono do rodzinnej Kopriwszticy.
Rodzinny dom Dimczo Debeljanowa w Kopriwszticy został odrestaurowany i w 1958 roku zamieniony w muzeum pisarza.